# Кронжский замок
Кронжский замок (пол. Zamek w Krągu, нем. Schloss Krangen) — исторический замок, расположенный над Замковым озером в селе Кронг в гмине Полянув Кошалинского повета Западнопоморского воеводства в Польше.

## История
Первые упоминания о замке датируются 1495 годом. Замок в виде жилой башни, окруженной рвом, построил Адам Подевильс. Эту башню разобрали в 80-х годах XVI века и возвели на ее месте резиденцию в ренессансном стиле. Инициатором строительства стал Феликс фон Подевильс. В XVII и XIX веках резиденция снова перестраивалась (последний раз в неоренессансном стиле, по инициативе Карла Вильгельма фон Рипенгаузена).
Замок сгорел в 1945 году. До 1956 года в сохранившейся части здания размещались управление лесничеством и школа. В 1958—1960 годах, здание было частично укреплено, но несмотря на это продолжало приходить в упадок. В 70-х годах XX века осуществлялось восстановление замка для управления лесничеством, однако оно было прекращено по финансовым причинам.

## Современность
В 1990 году замок оказался в частной собственности. После этого была осуществлена полная реновацию замка. В наше время здесь находится отель с пляжем и купальнями.